# Zanclognatha cruralis
Zanclognatha cruralis là một loài bướm đêm thuộc họ Noctuidae. Loài này có ở Wisconsin phía đông qua miền nam Canada, phía nam đến Florida và Texas.
Sải cánh dài 28–30 mm. Con trưởng thành bay từ tháng 4 đến tháng 7. Có hai lứa trưởng thành một năm in the south.
Ấu trùng ăn beech, cây phỉ, hemlock, cây thích, tầm ma và red spruce. Ấu trùng ăn dead cây sồi leaves.

## Hình ảnh

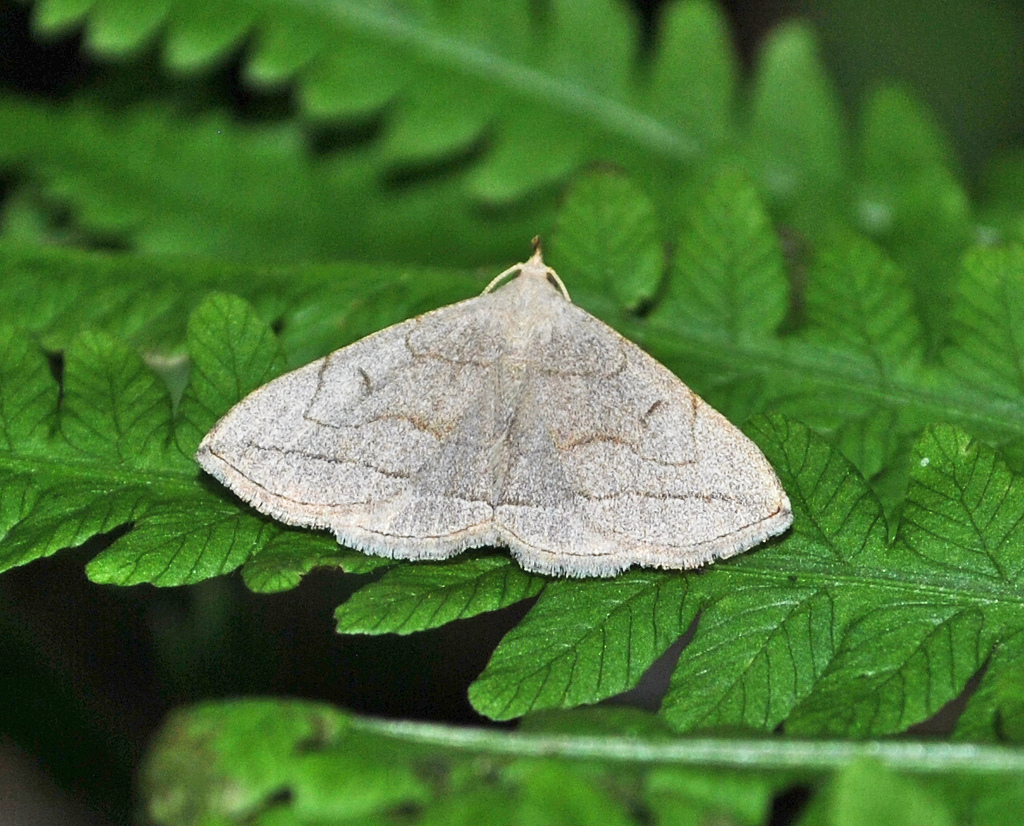